# Sursă de lumină în proiecția cinematografică
Sursa de lumină în proiecția cinematografică este unul din elementele cele mai importante pentru proiecția cinematografică. De el depinde calitatea imaginii proiectate pe ecran, stabilirea mărimii corecte a imaginii proiectate pentru sala respectivă și asigurarea unei culori cât mai realiste. Tema se regăsește și la proiectoarele video, legate la un aparat de redare video (video player, DVD player) sau și la un calculator.
Actualmente se întrebuințează numai surse de lumină care folosesc energia electrică ca energie primară pentru funcționare.
În funcție de fenomenele care stau la baza transformării energiei primare în energie luminoasă, aceste surse pot fi:
1. Lampă cu incandescență;
2. Lampă cu descărcare în gaze;
3. Arcul electric.

## Lampă cu incandescență

### Lampa cu incandescență în vid sau îngaze inerte
Este lampa în care emisia de lumină este produsă cu ajutorul unui corp adus la incandescență (filament) prin trecerea unui curent electric.
Lampa este formată dintr-un culod ( fasung ) metalic pentru fixare în care este montat un balon de sticlă ermetic. În interiorul balonului se află un filament confecționat din wolfram. Interiorul balonului poate fi vidat sau cu un amestec de gaze inerte. Rolul gazelor inerte este de a reduce procesul de volatilizare a wolframului,  ducând la creșterea temperaturii filamentului mai mult, obținându-se un flux luminos mai mare și o temperatură de culoare  mai ridicată.
Spectrul de lumină este slab către infraroșu (poate denatura culorile filmului color).
Lămpile cu incandescență folosite în cinematografie au puteri  între 75 w și până la 20 kw, alimentate la tensiuni între 30 V - 240 V. Necesită o manipulare atentă, evitarea șocurilor, grăsimilor, respectarea condiției de poziționare și a tensiunii de alimentare.

### Lampa cu incandescență cu ciclu de regenerare sau cu halogeni
Pentru asigurarea unei lumini puternice și cu spectrul cât mai spre ultraviolet pentru a nu afecta imaginea color, filamentul de wolfram este solicitat intens din punct de vedere termic. Vaporii de wolfram se depun pe balonul de sticlă înegrindu-l. Prin introducerea unor halogeni, cum este iodul, într-o anumită cantitate, acesta se combină cu atomii de wolfram formând o halogenură de wolfram, un gaz incolor care se descompune datorită temperaturii ridicate când ajunge lângă filament. Aici atomul de wolfram se depune pe filament iar halogenul eliberat își reia ciclul.
Rolul halogenului este ca pe toată perioada de funcționare a lămpii, acesta să aibă în permanență un balon de sticlă curat care nu va afecta emisia de culoare (către ultraviole).

## Lampa cu descărcare în gaze
O metodă răspândită de realizare a emisiei de radiații luminoase este aceea de a trece un curent electric prin gaze, cu respectarea unor condițiuni. Emisia luminoasă a gazelor obținută sub acțiunea descărcărilor electrice se numește electroluminiscență.
In proiecția cinematografică obișnuit se folosește lampa cu xenon. Constructiv este un balon alungit din cuarț umplut cu xenon în care sunt montați doi electrozi metalici (oțel special). Fiind alimentată cu curent continuu, electrodul pozitiv va fi mai gros decât cel negativ. Electrodul pozitiv va avea o suprafață determinată de pata de lumină de care are nevoie sistemul lumino-optic de proiecție al tipului de aparat de proiecție care folosește lampa.
De remarcat că presiunea gazului de xenon din interiorul balonului este la rece de 8 - 10 kg/cm.p., iar în timpul funcționării ajunge la 30 kgf/cm.p. Acest lucru impune ca în timpul lucrului să fie luate măsuri deosebite de manipulare; se impune o bună ventilație atât pentru răcire, cât și pentru faptul că descărcarea electrică creează ozon în cantități nocive. De asemeni faptul că lumina radiată se apropie foarte mult de limita înaltă de  ultraviolete dăunătoare epidermei, este necesară etanșarea lanternei de proiecție contra scăpărilor de lumină. Manipularea lămpii cu xenon se face numai cu o mască protectoate pe față, care să apere contra unei eventuale explozii.
Punerea în funcțiune se face cu ajutorul unui dispozitiv de amorsare, care generează un impuls de înaltă tensiune ( 15 - 50 KV ) și frecvență ( 300 - 700 Hz ).Poziția de funcționare poate fi orizontală, verticală, sau înclinată sub un anunit unghi în funcție de manualul de utilizare al fabricantului și în funcție de cerința fabricantului de aparate de proiecție cinematografice.
Constructiv, ele se fac pentru puteri între 75 W și75 000 W. In cinematografie sunt folosite cele până la 6ooo W.

## Arcul electric (arc voltaic)
Arcul electric este descărcarea electrică într-un mediu gazos - aerul- însoțită de efecte luminoase și termice. Arcul electric se produce în aer între doi electrozi de cărbune alimentați fie la o sursă electrică de curent continuu sau alternativ.
În funcție de intensitatea curentului și caracteristicile cărbunilor folosiți, arcul electric poate fi de mică, medie sau mare intensitate. În proiecția cinematografică sunt folosiți cei de mare intensitate, alimentați la curent continuu.